# Blessuan Austin
Blessuan Austin (19 luglio 1996) è un giocatore di football americano statunitense che milita nel ruolo di cornerback nella National Football League (NFL).

## Carriera professionistica

### New York Jets
Austin fu scelto dai New York Jets nel corso del sesto giro (196º assoluto) del Draft NFL 2019. Il 31 agosto 2019 fu inserito in lista infortunati. Tornò nel roster attivo il 7 novembre. Debuttò come professionista subentrando nella gara della settimana 10 contro i mettendo a segno 3 tackle e a partire dalla gara successiva si guadagnò il posto di cornerback titolare. La sua prima stagione si chiuse con 25 tackle e 4 passaggi deviati in 7 presenze, tutte tranne una come titolare.